# HIM
HIM је био фински готик рок бенд из Хелсинкија основан 1991. године.

## Биографија
HIM је настао у Хелсинкију, у Финској 1991. године. Оформили су га Виле Хермани Вало (Ville Valo) и његов најбољи друг Мико Пананен, познатији као Миге. Бенд се у почетку звао „Његово паклено височанство“ (His Infernal Majesty), што је касније скраћено иницијалима. Бенд и музика групе немају никакве везе са сатанизмом, а њихов првобитни назив могао би се схватити као иницијација на метал музику, која је често погрешно схватана као сатанистичка, и која је у почетку њиховог стварања заиста била хеви метал. Њихов први демо албум, са шест песама, под називом „666 начина да волиш: увод“ (666 ways to love: prologue) излази 1996. године, а на омоту је фотографија Вилеове мајке Аните. Песма са тог албума, која је привукла велику пажњу јесте обрада хита Криса Аисака (Chris Isaac) Викид Гејм (Wicked Game). Годину дана касније излази први студијски албум „Највеће љубавне песме број 666“ (Greatest Lovesongs Vol. 666), на којем се налазе две песме са демо албума у другачијим аранжманима, као и обрада песме „Не бој се смрти“ (Don’t Fear The Reaper). Доживљавају велике успехе у скандинавским земљама, али тек други албум „Жилет романса“ (Razorblade Romance) који излази 1999. године, са хитом „Придружи ми се у смрти“ (Join Me In Death) доноси им европску славу. Песма је искоришћена као сингл за научно фантастични филм „Тринаести спрат“ (The 13th Floor), а врхове топ-листа досегла је 2000. године. Такав фантастичан и импозантан успех ниједна каснија песма није доживела. У САД HIM је исти албум објавио под именом ХЕР, јер је постојао њујоршки бенд HIM, који је имао ауторска права над тим именом. Касније је HIM откупио иста.
2001. године гитариста бенда Мико Линдстром започиње сопствени пројекат под именом Данијел Лионеј (Daniel Lioneye), при чему му моралну подршку дају Виле и Миге. HIM објављује албум „Дубоке сенке и блистави најбољи тренуци“ (Deep Shadows And Brilliant Highlights). Многе песме су постале хит, али ниједна није поновила славу са претходног албума. 2003. године објављују албум „Лав Метал“ (Love Metal), којим праве продор на америчко тржиште, потпомогнути од стране Виловог великог пријатеља Бема Марџере.
Издваја се песма „Сахрана срца“ (The Funeral of Hearts), чији рефрен садржи цитате стихова чувеног „Цвећа зла“ француског песника симболизма Шарла Бодлера. 2004. године излази колекција хитова под називом „И љубав је рекла не“ (And Love Said No), на којој се налази и обрада песме Џонија Кеша „Усамљеник“ (Solitary Man). Исте године излази и први DVD који садржи концертне снимке са турнеја, видео-спотове, слике бенда и интервјуе. 2005. године објавили су албим „Тамна светлост“ (Dark Light), који је њихов досадашњи најозбиљнији пројекат, судећи по томе да је сниман у Америци, а да је продуцент Тим Палмер, који је продуцирао и албуме бенда U2. Као хитови су се издвојиле песме „Крила лептира“ (Wings of a Butterfly) и „Убијање самоће“ (Killing Loneliness). Као бонус песма на албуму се нашла верзија песме „Отровно срце“ (Poison Heart) са једног од концерата, у оригиналу извођена од стране чувеног панк бенда Рамонс. HIM продорно осваја америчко тржиште, што и јесте био један од Вилових циљева. HIM има веома добру сарадњу са финским метал бендом 69 очију (69 eyes), са којима је Виле Вало снимио неколицину песама. Пројекат са Апокалиптиком и Лауријем из Расмуса био је веома запажен и успешан, а најављена је дует песма са британским метал бендом Кредл ов Филт. Виле Вало музику бенда објашњава као лав метал, дефинише овај нови правац као метал инспирисан љубављу. HIM ове године наступа у Новом Саду на фестивалу Егзит, те ће на најпримернији начин показати оно што представља и доказати вредности које су ове момке довеле до светске славе и поштовања.
Септембра 2007. године HIM је објавио нови албум под називом „Венерино проклетство“ (Venus Doom). Наиме, звук њихове музике постао је чвршћи и јачи него икада пре, те звучи више као хеви метал (heavy metal) и тешко се може поредити са звуком са претходног албума „Тамна светлост“ (Dark Light). Први сингл који је изашао са овог албума је „Пољубац зоре“ (Kiss od Dawn) који је постао главна ствар извођења на наступима уживо, поред песама „Под за убијање страсти“ (Passion's Killing Floor) i „Стаза мртвих љубавника“ (Dead Lovers Lane). Песма „Под за убијање страсти“ појавњује се и у филму „Трансформерси“ (Transformers). Следећи сингл албума „Венерино проклетство“ који је изашао је „Крвари добро“ (Bleed Well), рок песма у чијем се споту појављују неки од фанова заједно са њима на сцени.
„Digital Versatile Doom", први званични DVD/ЦД уживо за кога је планирано премијерно објављивање 1.4.2008., померено је за 29.4.2008. Овај DVD/ЦД карактерише уживо извођење у „The Orpheum Theater in Los Angeles“ (Orpheum позориште у Лос Анђелесу). Такође карактерисано на DVD-ју, победник на такмичењу HIM-ових највећих фанова одлази у Сијетл (Seattle) да упозна бенд.
Виле Вало снимио је дует са Пољском глумицом Наталијом Авелон (Natalia Avelon) за филм „Das Wilde Leben“ / „The Wild Life“ (Дивњи живот). Песма под називом „Летње вино“ (Summer Wine), у оригиналу извођена од Ненси Синатре (Nency Sinatra) и Лија Хезлевуда (Lee Hazlewood), изашла је као сингл у јануару 2007. године, постала велики хит и освојила висока места на топ-листама у Немачкој.
Бенд се распао и не наступају више од 2017. године. 

## Хартаграм
Хартаграм (Heartagram) је лого који је нацртао Виле Вало, певач бенда HIM, након што је напунио 20 година. Хартаграм представља комбинацију пентаграма и срца (љубави и мржње). Лого је, према речима Валоа, отелотворење саме музике бенда, „љубавни метал“. Занимљиво је то да је права на употребу логотипа добио Бем Марџера (МТВ „Jackass“), иначе велики Вилеов пријатељ и једина особа, поред бенда HIM, која може да користи хартаграм у маркетиншке сврхе. Марџера га користи као бренд у производњи опреме за скејтере па је због тога лого постао познатији од самог бенда.

## Жанр
У музици бенда HIM препознаје се стилски утицај хард рока (hard rock), готик рока (gothic rock) и раног хеви метала (heavy metal). Фронтмен бенда (Виле Вало) је изјавио да је HIM започео као трибјут групе Блек Сабат (Black Sabbath), али да је временом створио нови музички правац под називом „лав метал“ (уједно име њиховог албума из 2003. године), што њихови фанови верно подржавају. Ипак, музички критичари и даље тумаче њихов жанр као алтернативни рок, готик метал или готик рок.

## Постава бенда
- Виле Хермани Вало (Ville Valo) – вокал, текстови, музика
- Јани Јоханес Пуртинен (Burton) – клавијатуре
- Мика Кристијан Карпинен (Gas)– бубњеви
- Мико Вилјами Линдстром (Linde, Lily Lazer)– гитара
- Мико Хенрик Јулијус Пананен (Mizze, Mige Amour)– бас

## Дискографија

### 
- -{Black Candles
- (Don't Fear) The Reaper
- The Heartless
- Warlock Moon}-

-{Disc 1
- Serpent Ride
- Borellus
- The Heartless

Disc 2
- Stigmata Diaboli
- Wicked Game (Chris Isaak cover)
- The Phantom Gate}-

- -{Dark Secret Love
- Stigmata Diaboli
- The Heartless
- Wicked Game}-

- -{Your Sweet Six Six Six
- Wicked Game
- The Heartless
- Our Diabolical Rapture
- It’s All Tears
- When Love And Death Embrace
- The Beginning Of The End
- Don’t Fear The Reaper
- For You
- Instrumental 666}-

- -{I love You (Prelude To Tragedy)
- Poison Girl
- Join Me In Death
- Right Here In My Arms
- Gone With The Sin
- Razorblade Kiss
- Bury Me Deep Inside Your Heart
- Heaven Tonight
- Death Is In Love With Us
- Resurrection
- One Last Time
- Sigillum Diaboli
- The 9th Circle}-

- -{Salt In Our Wounds
- Heartache Every Moment
- Lose You Tonight
- In Joy And Sorrow
- Pretending
- Close To The Flame
- You Are The One
- Please Don’t Let It Go
- Beautiful
- In Love And Lonely
- Don’t Close Your Heart
- Love You Like I Do}-

- -{Buried Alive By Love
- The Funeral Of Hearts
- Beyond Redemption
- Sweet Pandemonium
- Soul On Fire
- The Sacrament
- This Fortress Of Tears
- Circle Of Fear
- Endless Dark
- The Path
- Love’s Requiem}-

- -{And Love Said No
- Join Me
- Buried Alive By Love
- Heartache Every Moment
- Solitary Man
- Right Here In My Arms
- The Funeral Of Hearts
- In Joy And Sorrow
- Your Sweet 666
- Gone With The Sin
- Wicked Game
- The Sacrament
- Close To The Flame
- Poison Girl
- Pretending
- When Love And Death Embrace}-

- -{Vampire Heart
- Wings Of A Butterfly
- Under The Rose
- Killing loneliness
- Dark Light
- Behind The Crimson Door
- The Face Of God
- Drunk On Shadows
- Play Dead
- In the Nightside Of Eden
- Venus (In Our Blood)
- The Cage
- Poison Heart}-

- -{The Sacrament - (Disrhythm remix)
- The Funeral Of Hearts - (Acoustic Version)
- Join Me In Death - (Strongroom mix, previously unreleased)
- Close To The Flame -(previously unreleased, Rappula Tapes)
- In Joy And Sorrow - (String Version)
- It's All Tears - (live, Unplugged Radio Version)
- When Love And Death Embrace - (AORM Edit)
- Buried Alive By Love - (Deliverance Version)
- Gone With The Sin - (O.D. Version)
- Salt In Our Wounds - (Thulsa Doom Version)
- Please Don't Let It Go - (Acoustic Version)
- One Last Time - (Rockfield Madness mix, previously unreleased)
- For You - (live, Unplugged Radio Version)
- The Path - (previously unreleased, P.S. Version)
- Lose You Tonight - (previously unreleased, Thulsa Doom Extended Version)}-

- -{Buried Alive By Love - (616 Version)
- Randezvous With Anus - (El President Version)
- Sigillum Diaboli - (Studio Live Evil)
- I Love You (Prelude To Tragedy) - (White House Version)
- The Beginning Of The End - (Sad Damn Version)
- Again - (Hollovlad Tapes)
- Wicked Game - (Live In Turku)
- Soul On Fire -(Erich Zann's Supernatural remix)
- Beautifull - (Hollovlad Tapes)
- Endless Dark - (616 Version)
- Hand Of Doom - (Live In Turku)
- Right Here In My Arms - (Live In Turku)
- Sailin' On - (Live In Turku)
- Pretending - (Cosmic Pope Jam Version)}-

- -{Venus Doom
- Love In Cold Blood
- Passions Killing Floor
- The Kiss Of Dawn
- Sleapwalking Past Hope
- Dead Lovers Lane
- Song Or Suicide
- Bleed Well
- Cyanide Sun}-

- -{Passion's Killing Floor
- Rip Out The Wings Of A Butterfly
- Babl
- Wicked Game
- The Kiss Of Dawn
- Vampire heart
- Poison Girl
- Dead Lovers Lane
- Join Me In Death
- It's All Tears
- Sleepwalking Past Hope
- Killing Lonliness
- Soul On Fire
- Sweet 666
- Bleed Well
- Right Here In My Arms
- The Funeral Of Hearts}-

- -{In Venere Veritas
- Scared to Death
- Heartkiller
- Dying Song
- Disarm Me (With Your Loneliness)
- Love, the Hardest Way
- Katherine Wheel
- In the Arms of Rain
- Ode to Solitude
- Shatter Me With Hope
- Acoustic Funeral (For Love in Limbo
- Like St. Valentine
- The Foreboding Sense of Impending Happiness}-

- -{Unleash the Red (Instrumental)
- All Lips Go Blue
- Love Without Tears
- I Will Be The End Of You
- Tears on Tape
- Into The Night
- Hearts at War
- Trapped in Autumn (Instrumental)
- No Love
- Drawn & Quartered
- Lucifer's Chorale (Instrumental)
- W.L.S.T.D.
- Kissed the Void}-